# Zora je
Zora je, skladba hrvatskog skladatelja Đorđa Novkovića napisana 1985. godine za Nedu Ukraden, jednu od popularnih pjevačica u bivšoj SFRJ, podrijetlom iz Hrvatske.

## Nastanak pjesme
Pjesma je mješavina glazbenih motiva Zagore i anglosaksonskog folklora, a u vrijeme kad je nastala našla se na meti kritičara koji su je okarakterizirali kao čisti turbofolk. 
Đorđe Novković htio je nazvati skladbu "Milan labud", ali Neda se upravo tada rastavila od supruga Milana te se žestoko suprotstavila takvom prijedlogu. U suradnji s Nenadom Ninčevićem, Đorđe i Neda doradili su tekst te su se, prema Nedinom instinktu, odlučili da u pjesmi upotrijebe najsvježiji dio dana - zoru, a izbace pomalo čudnog "Milana labuda". Kad su se konačno odlučili na stihove Zora je svanula, bilo je potrebno još pronaći aranžera. Iako je do sada to skoro uvijek, kad je Neda Ukraden bila u pitanju, činio Rajko Dujmić, ovog puta je to učinio tada mladi i relativno novi aranžer Mato Došen. Naime, nakon što je Rajko napravio aranžman, Neda nije bila oduševljena pa se on naljutio na nju te napustio studio. Zanimljivo je da je u pisanju teksta sudjelovala Marina Tucaković, koja je zahvaljujući jednom, i jedinom, napisanom stihu "Suza je iz oka kanula", dobila preko 100 000 eura što govori o uspješnosti ove pjesme. 

## "Zora je" u brojkama
Zora je danas je najizvođenija pjesma diskografske kuće Jugoton, prevedena je na 13 svjetskih jezika, a album "Hoću tebe" prodan je u preko 500.000 primjeraka. 
Pjesmu je 2004. godine obradio sastav Karma, a Neda je Ukraden tek 2008. godine snimila spot za pjesmu i to na otoku Pagu. Ovu je pjesmu 1987. obradio Piet Veerman pod nazivom Sailin' Home. Ova je obrada ostvarila veliki uspjeh u Europi i prodana je u 1,100.000 primjeraka.